# Cuphea calophylla
Cuphea calophylla är en fackelblomsväxtart. Cuphea calophylla ingår i släktet blossblommor, och familjen fackelblomsväxter.

## Underarter
Arten delas in i följande underarter:
- C. c. calophylla
- C. c. mesostemum